# Ari A. Gold
Pour les articles homonymes, voir Ari Gold et Gold.
Ariel « Ari » Gold est un personnage de la série télévisée Entourage de la chaine américaine HBO. Il est incarné par Jeremy Piven. 

## Biographie fictive
Dans la série, Ari est l'agent de l'acteur Vincent Chase. 
Il est un pur produit de l'éducation publique, comme il aime à le souligner. Il est diplômé de Harvard, où il faisait partie de la fraternité Zeta Beta Tau. Il obtient ensuite son MBA à l'Université du Michigan.
Il est originaire de Chicago mais a passé toute sa carrière d'agent à Los Angeles. De confession juive, il a un frère, Howard, et bien qu'il se réfère parfois à sa « whore of a sister » (« salope de sœur »), il indique plus tard qu'il n'a pas de sœur.
Ari est marié à Melissa Gold (jouée par Perrey Reeves), qu'il assure n'avoir jamais trompée en quinze ans de mariage, bien que dans la première saison il se vante auprès de Eric d'avoir une liaison avec le mannequin russe Irina Kurkova, qui figure sur la couverture de l'édition maillots de bains du magazine Sports Illustrated. Il a un fils, Jonah, et une fille aînée, Sarah. 
Ari Gold est un des meilleurs agents de sa génération : et c'est par son habileté à mentir, cacher, détourner qu'il y arrive. Ari est sans pitié et sans scrupules, mais pas sans principes même si on lui fait souvent remarquer : Il est loyal, fidèle et surtout très bon dans ce qu'il fait.
Il est soit détesté soit aimé à Hollywood parmi les personnalités du monde du cinéma, mais dans l'ensemble, il est assez craint. Il a énormément de relations et de pouvoir à Hollywood, pouvoir dont il use pour donner le meilleur à ses clients. Il se rendra d'ailleurs compte qu'il tient à ses clients plus qu'il ne l'imagine.

## Carrière
Dans les deux premières saisons, Ari est employé par Terrance McQuewick (joué par Malcolm McDowell) dans l'agence de celui-ci (Terrance McQuewick Agency, TMA) dont il est un partenaire. Après un conflit avec ce dernier, Ari décide de rassembler 8 des plus puissants agents de l'agence pour créer sa propre société, mais il est trahi par Adam Davies, un agent, ce qui a pour effet de le faire licencier. Ari décide donc de monter sa propre agence, et au début de la saison 3, il emploie 8 personnes dans 150 m² : il attend l'indemnisation promise par Terrance, 11 millions de dollars, mais quand celui-ci découvre, une fois de plus par le biais d'Adam Davies, qu'Ari veut utiliser cet argent pour monter une grosse agence et faire concurrence à TMA et a toutes les autres "majors" (nom donné aux principales agences), il lui refuse l'argent, préférant aller en justice quitte à se ruiner, juste pour être sur qu'Ari ne verra jamais un centime. Ari est alors au plus mal, mais Barbara Miller, dite « Babs », lui propose un marché : monter une agence à deux, la Miller Gold Agency. Ari accepte même s'il considère qu'on « dirait un putain de nom de bière » .
À partir de la saison 3 donc, Ari se retrouve co-PDG, partageant l'agence avec Babs, qui a été son patron et un de ses mentors. On apprend aussi qu'à l'époque ou il travaillait pour elle, avant que celle-ci ne vire Ari, il l'avait accusé de harcèlement sexuel. Mais a deux, l'agence acquiert rapidement son statut de major.
Mais durant la saison 5, Alan, le patron de la Warner, meurt. John Ellis, le patron de la compagnie qui possède le studio, propose son poste à Ari, avec un salaire annuel de 10 millions de $ ! Ari hésite, il sait qu'il sera en position de mettre Vince, dont la carrière bat de l'aile à ce moment-là, dans n'importe quel film, mais il se rend compte qu'il est trop attaché à ses clients, à son travail et à sa liberté d'action. Mais il se rend compte que si ce n'est lui, ce sera Amanda Daniels, l'ancien agent de Vince qui déteste Ari comme Vince, qui dirigera le studio. Il réussit alors à placer Dana Gordon, une de ses amies et ancienne relation à la tête du studio. Il sait que de cette façon il sera en bons termes avec le studio, tout en gardant sa place à l'agence.
Vers la fin de la saison 5, Ari revoit un ami qu'il avait perdu de vue : Andrew Klein. Les deux se sont connus en début de carrière, mais alors que celle de Ari a explosé et a fait de lui un des agents les plus puissants d'Hollywood, celle d'Andrew a été dans le sens inverse. Il a aujourd'hui sa propre petite agence, dans la "Valley", où il ne représente que des scénaristes et acteurs de « seconde zone ». Mais après que celui-ci demande un prêt à Ari pour relancer son agence, Ari a une meilleure idée : il décide de faire absorber la société d'Andrew par la sienne, afin qu'Andrew et lui travaille ensemble, et qu'Andrew puisse devenir le "super-agent" qu'il aurait dû être selon Ari. Andrew devient donc responsable de la section TV a la MGA.
Durant la saison 6, Terrance McQuewick, l'ancien patron d'Ari, vient le voir : il veut revendre son agence, et veut la revendre à Ari. Ari ne comprend pas trop pourquoi et s'attend a un piège. Finalement, l'affaire est conclu : la MGA rachète la TMA mais celle-ci gardera son nom. Cette clause fait presque déraper le deal, mais Terrance vient voir Ari pour s'excuser, et lui explique que le virer a été une erreur, et qu'il pense que seul Ari est capable de faire fonctionner la TMA. Ari lui pardonne, et le deal est conclu, faisant de l'agence d'Ari la plus grosse agence de représentation des USA.
Dans la saison 7, Ari se voit offrir la possibilité de créer une équipe de NFL à Los Angeles. Il obtient à ce moment la possibilité de réaliser un de ses rêves de gosse. Dans le même temps, Ari découvre qu'Andrew Klein a commis un adultère avec une agente de sa section, Lizzie Grant. Andrew en perd son travail et son mariage, mais Lizzie, dont la qualité du travail force l'admiration de Babs, demande à récupérer le poste laissé vacant par Andrew. Ari, dont la femme demande le licenciement de Lizzie pour se venger du mal qu'elle a causé à la famille d'Andrew, lui refuse cette promotion, forçant Lizzie à démissionner. Pour se venger, celle-ci rejoint l'agence d'Amanda Daniels qui essaie de la pousser à envoyer à la presse des enregistrements des insultes à répétitions et des humiliations qu'Ari fait subir au travail à ses employés. Ari fait tout pour les récupérer, mais découvre qu'un des assistants de l'agence d'Amanda a tout publié. Le scandale fait la une des journaux et Ari perd le partenariat avec la NFL, qu'Amanda récupère.

## Relations avec les autres personnages de la série

### Avec Vincent Chase
Ari est l'agent de Vincent Chase, mais aussi son ami. Il dit souvent que Vince est le seul client qui compte vraiment pour lui. Il est en fier, et en parle parfois comme de son "bébé", car c'est lui qui a repéré Vince dans un publicité et a tout fait pour en faire une superstar. Il utilise souvent l'expression « My boy Vinnie Chase » en parlant de Vince, que l'on pourrait traduire par « mon poulain ».
Durant la saison 3, à cause d'une manœuvre destinée à écarter un producteur vieillissant, Bob Ryan, Ari perd le film I Wanna be Sedated sur les Ramones que Vince voulait absolument. Après avoir rencontré d'autres agents, Vince se rend compte qu'Ari est spécial et bien meilleur que les autres. Alors qu'il ne veut que des excuses, Ari s'emploie à ressembler aux autres agents pour éviter que Vince ne le vire. Mais c'est justement cela qui incite Vince à virer Ari, et à prendre un autre agent, Amanda Daniels.
Ari est dévasté par cette "rupture professionnelle" et elle affecte son travail. Mais quand le film que Vincent suivait depuis 2 ans, Medellín, refait surface, il l'envoie a E. pour l'anniversaire de Vince. Et quand vient l'opportunité d'avoir le film, Amanda refuse de traiter avec Ari. Le projet est abandonné, et E. et Vince se rendent compte qu'Ari n'aurait jamais laissé passer ce genre d'occasion. Finalement, Vince revient chez Ari après lui avoir demandé de faire en sorte qu'il puisse faire Medellín. 
Finalement, Ari fait toujours le maximum pour Vince, et on peut voir que leur relation est plus que professionnelle mais franchement amicale. 

### Avec Lloyd
Lloyd Lee est, depuis le début de la saison 2, l'assistant d'Ari. Le système dans les agences veut qu'après être passer au courrier (mail room), les futurs agents deviennent assistants, entre 9 et 18 mois. L'assistant est un réel esclave de l'agent, et ce n'est qu'en passant ce stade que l'on peut devenir un réel agent.
Lloyd est donc l'assistant d'Ari, de la saison 2 à la saison 6 où il devient finalement agent. Lloyd est diplômé en histoire de l'art de l'université de Sarah Lawrence, puis il a obtenu un MBA à l'Université Stanford. Lloyd est américain d'origine chinoise, et gay. Ce sont deux choses sur lesquelles Ari ne peut s'empêcher d'insulter Lloyd et de lui faire des remarques désobligeantes. Quand il l'engage, il dit d'ailleurs que Lloyd "remplit deux quotas d'un coup". 
Malgré des insultes permanentes, qui constitue souvent des répliques parmi les meilleures de la série, Ari apprécie Lloyd. Il s'agit d'abord du meilleur assistant qu'il ait jamais eu (avant Lloyd, Ari en avait eu 14 en 3 ans), et de plus il l'apprécie. Par deux fois, Ari va le montrer : en mentant au petit ami de Lloyd que celui-ci avait trompé, en lui fournissant une excuse, et en empêchant Lloyd de se faire "gangraped by a gang of one", quand Jay Lester, un écrivain de télé obèse et homosexuel exige Lloyd pour signer avec Ari.
De plus, Lloyd a une certaine influence sur Ari : à la fin de la saison 2, quand Ari est lâché par tous, après lui avoir promis sa loyauté, Lloyd suit Ari et lui fait un discours de motivation pour que celui-ci les relance. 
Au début de la saison 6, Lloyd vient voir Ari en lui expliquant qu'il souhaite une promotion : il estime avoir passé suffisamment de temps dans son rôle d'assistant. Mais Ari ne voit pas les choses comme ca, et finalement, lui offre une possibilité : 100 jours d'enfer pour devenir agent. S'il tient, et fait tout ce qu'Ari lui demande, il deviendra agent. Mais au bout de 50 jours, après qu'Ari ait volé Zac Efron à Adam Davies, celui-ci se venge et propose un poste d'agent à Lloyd. Lloyd le dit à Ari, ce qui a le don de l'énerver, et après qu'Ari engueule Lloyd pour peu, celui n'en peut plus : il quitte l'agence et Ari, en laissant sa voiture en plein milieu de Wilshire Boulevard.
Lloyd devient agent à la TMA, avec son seul client, Johnny "Drama" Chase, et pour se venger, Ari, qui n'a que des assistants incompétents, le lui pique. Finalement, par considération pour Drama, il lui conseille d'aller avec Lloyd qui lui sera plus dévoué. 
En rachetant l'agence de Terrance, Ari peut faire de Lloyd et de Adam Davies ce qu'il veut. Il ordonne à Lloyd de retourner voir le maitre, mais Lloyd revient voir Ari pour lui dire d'aller se faire voir. Mais Ari, qui vient de recevoir les excuses de Terrance, comprend qu'il faut parfois pardonner et reconnaitre ses erreurs. Il offre alors à Lloyd un poste d'agent a la MGA.

### Avec Eric
Eric Murphy, dit « E. », est le meilleur ami de Vince depuis l'enfance. E. est très impliqué dans la carrière de Vince, et fait toujours le maximum pour le bien de Vince. À la fin de la saison 1, il devient officiellement son manager. 
En étant le manager de Vince, E. a beaucoup d'altercations avec Ari, et les deux s'opposent souvent sur la vision qu'ils ont de la carrière de Vince. Au fil des saisons, leur relation évolue beaucoup. Durant la saison 1, Ari considère Eric avec mépris et dédain, lui rappelant en permanence qu'il n'y connait rien et qu'il n'était il y a encore peu que le gérant d'un restaurant italien;
Ari aime appeler Eric « pizza boy », mais aussi se moquer de son teint et de sa taille. Mais leur relation va évoluer, et ils deviennent au fil du temps assez proches, même s'ils continuent à s'insulter copieusement. 

### Avec Mme. Melissa Gold
La femme d'Ari, dont on était supposé ne jamais connaître le prénom (selon le créateur Doug Ellin), se nomme Mélissa, c'est la mère de ses deux enfants. C'est une ancienne comédienne qui a joué dans des soaps, mais aussi dans un film érotique, ce qui est révélé par Adam Davies et cela met Ari hors de lui. Mme Ari a arrêté sa carrière vers 25 ans, à l'âge où elle s'est mariée avec Ari.
Elle vient d'une famille très riche, et cet argent va servir à Ari pour monter sa propre agence. Bien qu'elle reproche beaucoup de choses à Ari, comme le fait qu'il ne consacre pas assez de temps à sa famille, qu'il parle mal devant ses enfants et qu'ils s'engueulent assez souvent, Elle est très amoureuse de son mari, qui est malgré ce qu'il veut faire paraitre assez soumis à sa femme.
C'est d'ailleurs la seule personne qui peut vraiment le faire taire. 
Ari n'a jamais trompé sa femme en quinze ans de mariage, et comme il le dit à Lloyd « I love a liar but I hate a cheater ».

## Inspiration
Ari Gold a été très fortement inspiré par le "super-agent" Ari Emanuel, qui s'est fait éjecter de l'agence ICM, une des plus grosses majors d'Hollywood, car il s'était fait prendre la nuit, avec 4 autres agents, en train de récupérer des informations sur l'agence. Il a ensuite fondé la Endeavor Talent Agency. Il a représenté de nombreux clients qu'il partage avec son double fictionnel : Mark Wahlberg, qui est producteur de la série, Vin Diesel, Larry David et même Jeremy Piven à une époque. 
Ari Emanuel avait d'ailleurs indiqué à la production qu'il ne voulait personne d'autre que Jeremy Piven pour l'incarner à la télévision.
Ari Emanuel est le frère de Rahm Emanuel, actuel Maire de Chicago, qui avait lui-même inspiré la figure de Josh Lyman dans la série À la Maison-Blanche.

## Clients
Voici une liste des clients, fictifs ou pas, qu'Ari Gold représente ou qu'il a représenté :
- Vincent Chase
- Matt Damon
- Mark Wahlberg
- Vin Diesel
- T.I.
- Larry David
- Gwyneth Paltrow
- Eva Longoria
- Zac Efron
- Sharon Stone
- Mary J. Blige
- Lindsay Lohan
- James Woods
- Hugh Jackman
- Jessica Biel
- Richard Kelly
- Rob Reiner
- David Schwimmer
- M. Night Shyamalan
- Justine Chapin
- Johnny « Drama » Chase
- Sydney Pollack
- Jeffrey Tambor
- Gary Busey
- Billy Walsh
- Jessica Simpson
- Mike Tyson